# تصفيات كأس آسيا لكرة الصالات 2022
تصفيات كأس آسيا لكرة الصالات 2022 هي آلية التأهل التي نظمها الاتحاد الآسيوي لكرة القدم لتحديد الفرق المشاركة في كأس آسيا لكرة الصالات 2022، النسخة السابعة عشر من بطولة آسيا الدولية لكرة الصالات للرجال.
تأهل 15 فريقًا للعب في البطولة النهائية، باستثناء الكويت التي تأهلت تلقائيًا باعتبارها الدولة المضيفة.
تم تقسيم آلية التأهل إلى أربع مناطق: منطقة آسيان، حيث كانت بطولة آسيان لكرة الصالات 2022 بمثابة المسابقة التأهيلية، والمنطقة الوسطى والجنوبية، والمنطقة الشرقية، والمنطقة الغربية.

## آلية التأهل
من بين الاتحادات الأعضاء الـ 47 في الاتحاد الآسيوي لكرة القدم، شارك 31 فريقًا في البطولة. وتوزعت ستة عشر مقعدًا في البطولة النهائية على النحو التالي:
- المضيف: مكان واحد (الكويت)
- المنطقة الغربية: 5 أماكن
- المنطقة الوسطى والجنوبية: 4 أماكن
- المنطقة الشرقية: 3 أماكن
- منطقة الآسيان: 3 أماكن

### القرعة
- في المنطقة الغربية، تم توزيع سبعة فرق على مجموعة واحدة تضم أربعة فرق ومجموعة أخرى تضم ثلاثة فرق.

| الوعاء 1       | الوعاء 2           | الوعاء 3                 | الوعاء 4      |
| -------------- | ------------------ | ------------------------ | ------------- |
| العراق · لبنان | البحرين · السعودية | الإمارات العربية المتحدة | عمان · فلسطين |

- في المنطقة الوسطى والجنوبية، تم توزيع ثمانية فرق على مجموعتين.

| الوعاء 1          | الوعاء 2              | الوعاء 3               | الوعاء 4         |
| ----------------- | --------------------- | ---------------------- | ---------------- |
| إيران · أوزبكستان | قرغيزستان · طاجيكستان | تركمانستان · أفغانستان | نيبال · المالديف |

- في المنطقة الشرقية، وُزِّعت ستة فرق إلى مجموعتين من ثلاثة فرق. لاحقًا، بعد انسحاب الصين، أُقيمت التصفيات كمجموعة واحدة.[3]

| الوعاء 1                 | الوعاء 2               | الوعاء 3            |
| ------------------------ | ---------------------- | ------------------- |
| اليابان · تايبيه الصينية | الصين · كوريا الجنوبية | هونغ كونغ · منغوليا |

- تم تحديد ثلاثة مقاعد من منطقة الآسيان من خلال بطولة آسيان لكرة الصالات 2022 حيث أجرى اتحاد كرة القدم في الآسيان قرعة منفصلة في 21 فبراير.

| الوعاء 1         | الوعاء 2          | الوعاء 3                  | الوعاء 4           | الوعاء 5 |
| ---------------- | ----------------- | ------------------------- | ------------------ | -------- |
| تايلاند · فيتنام | ماليزيا · ميانمار | إندونيسيا · تيمور الشرقية | أستراليا · كمبوديا | بروناي   |

الملاحظات
- تأهلت الفرق المكتوبة بخط غامق إلى البطولة النهائية.

| المنطقة الغربية              | المنطقة الوسطى والجنوبية (جميعها في المنطقة الجنوبية) | المنطقة الشرقية                                              | منطقة آسيان               |
| ---------------------------- | ----------------------------------------------------- | ------------------------------------------------------------ | ------------------------- |
| الأردن · قطر · سوريا · اليمن | بنغلاديش · بوتان · الهند · باكستان · سريلانكا         | غوام · ماكاو · جزر ماريانا الشمالية · كوريا الشمالية · الصين | لاوس · الفلبين · سنغافورة |

## الشكل
أقيمت التصفيات في الفترة من 1 إلى 15 أبريل في ملاعب مركزية. في منطقة غرب آسيا، استضافت الإمارات العربية المتحدة البطولة. وتأهل أول فريقين من كل مجموعة، بالإضافة إلى الفائز في مباراة فاصلة بين الفرق صاحبة المركز الثالث. أما في منطقتي وسط وجنوب آسيا، فقد أقيمت المباريات في قيرغيزستان، حيث تأهل أول فريقين من كل مجموعة إلى البطولة النهائية. أما منطقة شرق آسيا، فقد استضافتها ماليزيا. وتأهلت أفضل ثلاثة فرق من المجموعة المكونة من خمسة فرق إلى البطولة. تُعدّ بطولة آسيان لكرة الصالات 2022 بمثابة التصفيات المؤهلة لمنطقة آسيان، حيث تأهلت أفضل ثلاثة فرق (مثل الفريقين المتأهلين للنهائيات والفائزين في مباراة فاصلة بين الفرق صاحبة المركز الثالث).

## المنطقة الغربية
يتأهل أول فريقين من كل مجموعة، والفائز من المباراة الفاصلة بين الفريق صاحب المركز الثالث في المجموعة، إلى بطولة كأس آسيا لكرة الصالات 2022.
- أقيمت المباريات في الفترة ما بين 5 و9 أبريل 2022.
- لعبت جميع المباريات في الإمارات العربية المتحدة.
- الأوقات المذكورة بتوقيت ت ع م+04:00.

### المجموعة أ
| م | الفريق   | لعب | ف | ت | خ | أ.له | أ.ع | أ.ف | نقاط | التأهل                     |
| - | -------- | --- | - | - | - | ---- | --- | --- | ---- | -------------------------- |
| 1 | لبنان    | 3   | 2 | 1 | 0 | 11   | 7   | +4  | 7    | كأس آسيا لكرة الصالات 2022 |
| 2 | السعودية | 3   | 1 | 2 | 0 | 10   | 9   | +1  | 5    | كأس آسيا لكرة الصالات 2022 |
| 3 | عمان     | 3   | 0 | 2 | 1 | 4    | 5   | −1  | 2    | Play-off                   |
| 4 | فلسطين   | 3   | 0 | 1 | 2 | 8    | 12  | −4  | 1    |                            |

| لبنان                                     | 2–1   | عمان          |
| ----------------------------------------- | ----- | ------------- |
| - محمد تقي اللواتي 16' (هـ.ذ.) - رحيم 25' | تقرير | - الشامسي 30' |

| السعودية                                                   | 5–4   | فلسطين                                  |
| ---------------------------------------------------------- | ----- | --------------------------------------- |
| - الرديني 4'، 34' - الزهراني 17'، 28' - العتيبي 20' (ركل.) | تقرير | - شواهنة 22' - سلوم 25'، 38' - محمد 26' |

| عمان                                | 2–2   | السعودية                   |
| ----------------------------------- | ----- | -------------------------- |
| - محمد تقي اللواتي 1' - المعولي 25' | تقرير | - الرديني 2' - الحارثي 14' |

| فلسطين                              | 3–6   | لبنان                                                   |
| ----------------------------------- | ----- | ------------------------------------------------------- |
| - شواهنة 14' - سلوم 27' - فحجان 37' | تقرير | - كوسان 6' - رحيم 11'، 34' - زيتون 24'، 29' - كبيسي 33' |

| لبنان                                 | 3–3   | السعودية                            |
| ------------------------------------- | ----- | ----------------------------------- |
| - رحيم 19'، 40' - الحارثي 40' (هـ.ذ.) | تقرير | - المالح 5' - الملا 18' - مبارك 21' |

| فلسطين     | 1–1   | عمان          |
| ---------- | ----- | ------------- |
| - سلوم 20' | تقرير | - الشامسي 30' |

### المجموعة ب
| م | الفريق                       | لعب | ف | ت | خ | أ.له | أ.ع | أ.ف | نقاط | التأهل                     |
| - | ---------------------------- | --- | - | - | - | ---- | --- | --- | ---- | -------------------------- |
| 1 | العراق                       | 2   | 1 | 1 | 0 | 3    | 1   | +2  | 4    | كأس آسيا لكرة الصالات 2022 |
| 2 | البحرين                      | 2   | 1 | 1 | 0 | 2    | 1   | +1  | 4    | كأس آسيا لكرة الصالات 2022 |
| 3 | الإمارات العربية المتحدة (H) | 2   | 0 | 0 | 2 | 0    | 3   | −3  | 0    | Play-off                   |

| الإمارات العربية المتحدة | 0–2   | العراق               |
| ------------------------ | ----- | -------------------- |
|                          | تقرير | - فصيل 5' - حامد 28' |

| البحرين    | 1–0   | الإمارات العربية المتحدة |
| ---------- | ----- | ------------------------ |
| - معلا 37' | تقرير |                          |

| العراق        | 1–1   | البحرين            |
| ------------- | ----- | ------------------ |
| - علي حقي 29' | تقرير | - أحمد عبدالنبي 8' |

### المباراة الفاصلة
الفائز تأهل لكأس آسيا لكرة الصالات 2022.
| عمان                                                     | 5–3   | الإمارات العربية المتحدة              |
| -------------------------------------------------------- | ----- | ------------------------------------- |
| - الشامسي 4'، 24' - س. البلوشي 30' - ز. البلوشي 34'، 39' | تقرير | - الفلاسي 18' - عبيد 26' - الحمدي 27' |

## المنطقة الوسطى والجنوبية
تأهل أول فريقين من كل مجموعة إلى كأس آسيا لكرة الصالات 2022.
- أقيمت المباريات في الفترة ما بين 10 و12 أبريل 2022.
- لعبت جميع المباريات في قرغيزستان.
- الأوقات المذكورة بتوقيت ت ع م+06:00.

### المجموعة أ
| م | الفريق        | لعب | ف | ت | خ | أ.له | أ.ع | أ.ف | نقاط | التأهل                     |
| - | ------------- | --- | - | - | - | ---- | --- | --- | ---- | -------------------------- |
| 1 | إيران         | 3   | 3 | 0 | 0 | 28   | 1   | +27 | 9    | كأس آسيا لكرة الصالات 2022 |
| 2 | تركمانستان    | 3   | 2 | 0 | 1 | 10   | 4   | +6  | 6    | كأس آسيا لكرة الصالات 2022 |
| 3 | قرغيزستان (H) | 3   | 1 | 0 | 2 | 9    | 12  | −3  | 3    |                            |
| 4 | المالديف      | 3   | 0 | 0 | 3 | 1    | 31  | −30 | 0    |                            |

| إيران | 17–0  | المالديف |
| --- | ----- | -------- |
| - أغابور 5'، 15' - ديرخشاني 6' - حسين طيبي 11'، 25'، 26' - كريمي 20' - أحمد عبّد ابّاسي 20'، 20'، 23'، 33'، 33' - قدخودة 34'، 35' - شوردازي 37'، 37' - عليرضا رفيع بور 38' | تقرير |          |

| قرغيزستان         | 1–3   | تركمانستان                                  |
| ----------------- | ----- | ------------------------------------------- |
| - ماخمدامينوف 31' | تقرير | - قربانوف 27' - غراجاييف 28' - بايراموف 40' |

| تركمانستان | 0–3   | إيران                                                            |
| ---------- | ----- | ---------------------------------------------------------------- |
|            | تقرير | - حسين طيبي 12' - أحمد عبّد ابّاسي 20' - بايرامدوردييڤ 38' (هـ.ذ.) |

| المالديف        | 1–7   | قرغيزستان |
| --------------- | ----- | --- |
| - حسين شريف 31' | تقرير | - إيسابيكوف 7' - دولوتكيلديف 13'، 40' - جولدوبايف 20' - أبديجهيل أولو 28' - دانيار أولو 30' - ناصر 31' (هـ.ذ.) |

| تركمانستان                                                                        | 7–0   | المالديف |
| --------------------------------------------------------------------------------- | ----- | -------- |
| - قربانوف 2' - أناغولييف 20' - بيرينوف 24' - ساهيدوف 27'، 40' - غراجاييف 32'، 37' | تقرير |          |

| إيران | 8–1   | قرغيزستان    |
| --- | ----- | ------------ |
| - حسين طيبي 14' - عزّاتي 14' - عليرضا رفيع بور 30'، 31' - ديرخشاني 34' - قدخودة 36' - عباسي 37' - شوردازي 40' | تقرير | - أليموف 13' |

### المجموعة ب
| م | الفريق    | لعب | ف | ت | خ | أ.له | أ.ع | أ.ف | نقاط | التأهل                     |
| - | --------- | --- | - | - | - | ---- | --- | --- | ---- | -------------------------- |
| 1 | أوزبكستان | 3   | 3 | 0 | 0 | 15   | 4   | +11 | 9    | كأس آسيا لكرة الصالات 2022 |
| 2 | طاجيكستان | 3   | 1 | 1 | 1 | 17   | 10  | +7  | 4    | كأس آسيا لكرة الصالات 2022 |
| 3 | أفغانستان | 3   | 1 | 1 | 1 | 13   | 10  | +3  | 4    |                            |
| 4 | نيبال     | 3   | 0 | 0 | 3 | 3    | 24  | −21 | 0    |                            |

| أوزبكستان                                                         | 5–1   | نيبال      |
| ----------------------------------------------------------------- | ----- | ---------- |
| - نيشونوف 2' - أكبار عثمانوف 11' - روبيف 16'، 32' - ألبموردوف 40' | تقرير | - لاما 28' |

| طاجيكستان                                    | 4–4   | أفغانستان                                                |
| -------------------------------------------- | ----- | -------------------------------------------------------- |
| - شاريبوف 1' - ساردوروف 24' - يوروف 38'، 40' | تقرير | - محمودي 25' - صادقي 26' - يوروف 28' (هـ.ذ.) - حسيني 34' |

| نيبال     | 1–11  | طاجيكستان                                                                                       |
| --------- | ----- | ----------------------------------------------------------------------------------------------- |
| - حامد 3' | تقرير | - يوروف 8'، 38' - كوزييف 21'، 34' - ساردوروف 25'، 31'، 32' - حليموف 33'، 34' - ريزوموف 37'، 38' |

| أفغانستان  | 1–5   | أوزبكستان                                             |
| ---------- | ----- | ----------------------------------------------------- |
| - عميري 2' | تقرير | - نيشونوف 3' - روبيف 7'، 8' - تشوريف 11' - رخمتوف 32' |

| أوزبكستان                                                       | 5–2   | طاجيكستان                    |
| --------------------------------------------------------------- | ----- | ---------------------------- |
| - نيشونوف 7' - تشوريف 20'، 40' - رخمتوف 23' - أكبار عثمانوف 33' | تقرير | - سالوموف 12' - ساردوروف 33' |

| أفغانستان                                                                        | 8–1   | نيبال        |
| -------------------------------------------------------------------------------- | ----- | ------------ |
| - كريمي 1'، 32' (ر.ج.) - محمدي 15' - عميري 24' - صادقي 25'، 36'، 40' - هاشمي 33' | تقرير | - شريستا 39' |

## المنطقة الشرقية
تأهلت الفرق الثلاثة الأولى إلى كأس آسيا لكرة الصالات 2022. انسحبت الصين من البطولة في 20 أبريل 2022 بسبب الارتفاع المفاجئ في حالات الإصابة بفيروس كوفيد-19 في البلاد بعد تفشي فيروس كوفيد-19 في شنغهاي عام 2022. قبل انسحابهم، كان من المقرر أن تقام التصفيات بين ستة فرق تم وضعهم إلى مجموعتين من ثلاثة فرق، مع تأهل الفائزين بالمجموعة والفائز في الملحق بين وصيفي المجموعة إلى البطولة النهائية.
- أقيمت المباريات في الفترة ما بين 17 و21 مايو 2022.
- لعبت جميع المباريات في ماليزيا.
- الأوقات المذكورة بتوقيت ت ع م+08:00.

| م | الفريق         | لعب | ف | ت | خ | أ.له | أ.ع | أ.ف | نقاط | التأهل                     |
| - | -------------- | --- | - | - | - | ---- | --- | --- | ---- | -------------------------- |
| 1 | اليابان        | 4   | 4 | 0 | 0 | 42   | 3   | +39 | 12   | كأس آسيا لكرة الصالات 2022 |
| 2 | كوريا الجنوبية | 4   | 2 | 1 | 1 | 11   | 12  | −1  | 7    | كأس آسيا لكرة الصالات 2022 |
| 3 | تايبيه الصينية | 4   | 2 | 0 | 2 | 13   | 14  | −1  | 6    | كأس آسيا لكرة الصالات 2022 |
| 4 | هونغ كونغ      | 4   | 0 | 2 | 2 | 6    | 17  | −11 | 2    |                            |
| 5 | منغوليا        | 4   | 0 | 1 | 3 | 2    | 28  | −26 | 1    |                            |

| كوريا الجنوبية                                                       | 4−2   | تايبيه الصينية                       |
| -------------------------------------------------------------------- | ----- | ------------------------------------ |
| - شين جونغ-هون 8' - كيم مين-كوك 15' - هوانغ أون 18' - سو جونغ-وو 40' | تقرير | - لين تشيه-هونغ 2' - هي تشيا-تشن 25' |

| منغوليا   | 1−1   | هونغ كونغ       |
| --------- | ----- | --------------- |
| تيمولن 7' | تقرير | تشاو كا لوك 34' |

| هونغ كونغ                       | 2−11  | اليابان |
| ------------------------------- | ----- | --- |
| - لي هو وو 1' - تشاو كا لوك 37' | تقرير | - كريبالدي 2'، 28'، 30' - كانازاوا 3' - أوشيدا 6' - أويمورا 12'، 24' - يوشيكاوا 20' - أوليفيرا 28' - تسوتسومي 31' - موري 40' |

| منغوليا | 0−6   | كوريا الجنوبية                                                                                     |
| ------- | ----- | -------------------------------------------------------------------------------------------------- |
|         | تقرير | - هوانغ أون 2' - كانغ جو-كوانغ 4' - شين جونغ-هون 7' - أوم تي-يون 23' - آن كوانغ-سو 32' - لي آن 36' |

| اليابان | 15−0  | منغوليا |
| --- | ----- | ------- |
| - يوشيكاوا 4' - كاتو 6' - موتويشي 8'، 33'، 35' - كانازاوا 11' - أوليفيرا 12' - موري 14'، 26' - هارادا 24'، 40' - باتوكتوك 24' (هـ.ذ.) - كريبالدي 30' - أويمورا 35' - توموربااتار 35' (هـ.ذ.) | تقرير |         |

| تايبيه الصينية                                               | 4−2   | هونغ كونغ            |
| ------------------------------------------------------------ | ----- | -------------------- |
| - ليو جو-مينغ 5'، 26' - لين تشيه-هونغ 11' - هوانغ وي-لون 19' | تقرير | - تشاو كا وا 5'، 18' |

| تايبيه الصينية                                                                                       | 6−1   | منغوليا           |
| --- | ----- | ----------------- |
| - تشن تشينغ-هسوان 16' - لين تشيه-هونغ 18' - ليو جو-مينغ 18' - تشي شينغ-فا 20'، 27' - تشو تشيا-وي 36' | تقرير | - توموربااتار 11' |

| كوريا الجنوبية | 0−9   | اليابان |
| -------------- | ----- | --- |
|                | تقرير | - لي جين-هيوك 5' (هـ.ذ.) - أويمورا 7' - أوليفيرا 8' - كانازاوا 12'، 21' - كوروموتو 19' - هيراتا 32' - أوشيدا 39' - كاتو 40' |

| هونغ كونغ                 | 1−1   | كوريا الجنوبية     |
| ------------------------- | ----- | ------------------ |
| - لي جين-هيوك 36' (هـ.ذ.) | تقرير | - كيم يون-يونغ 31' |

| اليابان                                                                              | 7−1   | تايبيه الصينية   |
| ------------------------------------------------------------------------------------ | ----- | ---------------- |
| - أوشيدا 6'، 16'، 22' - كريبالدي 24' - أوليفيرا 29' (ركل.) - هيراتا 33' - تاكامي 37' | تقرير | - تشي شينغ-فا 2' |

## منطقة آسيان
تأهلت الفرق الثلاثة الأولى في بطولة اتحاد آسيان لكرة الصالات 2022 إلى كأس آسيا لكرة الصالات 2022.
- أُقيمت المباريات في الفترة من 2 إلى 10 أبريل 2022.
- أُقيمت جميع المباريات في تايلاند.
- الأوقات المذكورة بتوقيت ت ع م+07:00.

### المجموعة أ
| م | الفريق      | لعب | ف | ت | خ | أ.له | أ.ع | أ.ف | نقاط | التأهل      |
| - | ----------- | --- | - | - | - | ---- | --- | --- | ---- | ----------- |
| 1 | تايلاند (H) | 4   | 3 | 1 | 0 | 35   | 4   | +31 | 10   | نصف النهائي |
| 2 | إندونيسيا   | 4   | 3 | 1 | 0 | 30   | 5   | +25 | 10   | نصف النهائي |
| 3 | ماليزيا     | 4   | 2 | 0 | 2 | 20   | 15  | +5  | 6    |             |
| 4 | كمبوديا     | 4   | 0 | 1 | 3 | 10   | 36  | −26 | 1    |             |
| 5 | بروناي      | 4   | 0 | 1 | 3 | 2    | 37  | −35 | 1    |             |

| ماليزيا                                                                | 7–6   | كمبوديا                                                            |
| ---------------------------------------------------------------------- | ----- | ------------------------------------------------------------------ |
| - سيفول 1'، 20' - خيرول 9'، 39' - أبو 23'، 32' - سيشامروين 29' (هـ.ذ.) | تقرير | - سيريفونغ 6'، 25' - سيشامروين 17' - بروم 18' - تونغ 33' - لون 39' |

| تايلاند | 13–0  | بروناي |
| --- | ----- | ------ |
| - كريت 1' - بانات 5' - كريتسادا 9'، 23'، 40' - أبيوات 13' - عبدول 13' (هـ.ذ.) - بيرابات 17'، 34' - روناشاي 22' - أيمان 25' (هـ.ذ.) - أوسامانموسا 37'، 38' | تقرير |        |

| بروناي | 0–12  | إندونيسيا |
| ------ | ----- | --- |
|        | تقرير | - سوميلينا 2'، 3' - بانجيستو 5' - ساني 7' - سياوقي 13'، 20' - أرديانسياه 19'، 33' - أرديانسياه ن. 21' - ريزكي 27'، 34' - خليل 40' (هـ.ذ.) |

| كمبوديا | 0–16  | تايلاند |
| ------- | ----- | --- |
|         | تقرير | - أوسامانموسا 5'، 5'، 12'، 26' - كريتسادا 7' - روناشاي 11'، 18' - أتساداوت 14' - بيرابات 21'، 30' - أبيوات 23' - فيرون 23' (هـ.ذ.) - سوباكون 24' - كريت 28' - بانات 37'، 38' |

| إندونيسيا                                                 | 5–1   | ماليزيا       |
| --------------------------------------------------------- | ----- | ------------- |
| - أرديانسياه ن. 21'، 35' - فيرمان 29' - سوميلينا 39'، 39' | تقرير | - ريدزوان 22' |

| بروناي                           | 2–2   | كمبوديا                         |
| -------------------------------- | ----- | ------------------------------- |
| - زايرول 20' - سوفاث 34' (هـ.ذ.) | تقرير | - سيريفونغ 4' - خليل 9' (هـ.ذ.) |

| ماليزيا                                                                                         | 10–0  | بروناي |
| ----------------------------------------------------------------------------------------------- | ----- | ------ |
| - إكمل 8'، 34' - جما 18' (هـ.ذ.) - سفري 21'، 22' - أبو 33' - فرحان 33' - لي 37'، 37' - عادل 38' | تقرير |        |

| إندونيسيا                        | 2–2   | تايلاند                |
| -------------------------------- | ----- | ---------------------- |
| - سوميلينا 1' - أرديانسياه ن. 6' | تقرير | - أوسامانموسا 11'، 35' |

| كمبوديا                | 2–11  | إندونيسيا |
| ---------------------- | ----- | --- |
| - سيروثا 8' - تونغ 19' | تقرير | - أرديانسياه 7'، 22'، 31'، 36' - إقبال 12' - سياوقي 21'، 21'، 22' - ووسيري 29' - بروم 30' (هـ.ذ.) - سوميلينا 37' |

| تايلاند                                        | 4–2   | ماليزيا          |
| ---------------------------------------------- | ----- | ---------------- |
| - تانابول 7' - ساراووت 29'، 34' - كريتسادا 39' | تقرير | - فرحان 12'، 27' |

### المجموعة ب
| م | الفريق        | لعب | ف | ت | خ | أ.له | أ.ع | أ.ف | نقاط | التأهل      |
| - | ------------- | --- | - | - | - | ---- | --- | --- | ---- | ----------- |
| 1 | ميانمار       | 3   | 2 | 1 | 0 | 17   | 5   | +12 | 7    | نصف النهائي |
| 2 | فيتنام        | 3   | 2 | 1 | 0 | 13   | 3   | +10 | 7    | نصف النهائي |
| 3 | أستراليا      | 3   | 1 | 0 | 2 | 9    | 15  | −6  | 3    |             |
| 4 | تيمور الشرقية | 3   | 0 | 0 | 3 | 8    | 24  | −16 | 0    |             |

| فيتنام             | 1–1   | ميانمار            |
| ------------------ | ----- | ------------------ |
| - نهان جا هونغ 13' | تقرير | - ميو مينت سوي 27' |

| تيمور الشرقية                                                     | 4–7   | أستراليا                                                               |
| ----------------------------------------------------------------- | ----- | ---------------------------------------------------------------------- |
| - م. فرنانديز 5' - كسمينس 8' - ميسكويتا 13' - سوييدان 20' (هـ.ذ.) | تقرير | - فورنيتو 4' - أديلي 9'، 29' - راتجن 18' - روغان 24'، 35' - غيريرو 25' |

| أستراليا   | 1–6   | ميانمار                                                                                  |
| ---------- | ----- | ---------------------------------------------------------------------------------------- |
| - حداد 10' | تقرير | - ثاين فويت أونغ 4'، 32' - نايين مين سوي 16'، 25' - هاين مين سوي 24' - نيسكي 27' (هـ.ذ.) |

| تيمور الشرقية | 1–7   | فيتنام |
| ------------- | ----- | --- |
| - باريتو 17'  | تقرير | - نجوين ثينه فات 1'، 20' - تران ثاي هوى 19' - لي كوك نام 22' - نجوين فان هيو 23'، 38' - نجوين مين تري 30' |

| فيتنام                                                                               | 5–1   | أستراليا             |
| ------------------------------------------------------------------------------------ | ----- | -------------------- |
| - نجوين ثينه فات 13'، 34' - تران ثاي هوى 29' - تشاو دوآن فات 35' - نجوين فان هيو 38' | تقرير | - فورنيتو 27' (ركل.) |

| ميانمار | 10–3  | تيمور الشرقية                                   |
| --- | ----- | ----------------------------------------------- |
| - ميو ثيت أونغ 7'، 9'، 13' - هلاينغ مين تون 8'، 12'، 14'، 34' - ثاين فويت أونغ 9' - ميو مينت سوي 21' - واي زين أوو 27' | تقرير | - غوتيرريس 13' - ميسكويتا 19' - م. فرنانديز 23' |

### نصف النهائي
تأهل الفائزون إلى نهائيات كأس آسيا لكرة الصالات 2022.
| ميانمار              | 1–6   | إندونيسيا                                                                    |
| -------------------- | ----- | ---------------------------------------------------------------------------- |
| - هلاينغ مين تون 37' | تقرير | - سياوكي 17' - سوميلينا 23' - أرديانسيه 25'، 35' - سوليستيو 40' - فيرمان 40' |

| تايلاند                                | 3–1   | فيتنام              |
| -------------------------------------- | ----- | ------------------- |
| - أوسامان موسى 22'، 36' - كريتسادا 39' | تقرير | - نجوين مين تري 32' |

### تحديد المركز الثالث
تأهل الفائز إلى نهائيات كأس آسيا لكرة الصالات 2022.
| ميانمار                                       | 1–1   | فيتنام                                                       |
| --------------------------------------------- | ----- | ------------------------------------------------------------ |
| - خين زاو لين 39'                             | تقرير | - نجوين ثينه فات 29'                                         |
| ركلات الترجيح                                 |       |                                                              |
| - ميو مينت سوي - أونغ زين أوو - نايين مين سوي | 1–4   | - تران فان فو - فام دوك هوا - خونغ دينه هونغ - نجوين مين تري |

### النهائي
| إندونيسيا                                    | 2–2   | تايلاند                                            |
| -------------------------------------------- | ----- | -------------------------------------------------- |
| - سوميلينا 8' - أرديانسيه 25'                | تقرير | - كريت 40' - أوسامان موسى 40'                      |
| ركلات الترجيح                                |       |                                                    |
| - فيرمان - أرديانسيه - سياوكي - أرديانسيه ن. | 3–5   | - أوسامان موسى - روناشاي - بانات - كريت - بيرانبات |

## الفرق المتأهلة
تأهلت الفرق الـ16 التالية إلى البطولة النهائية.
| الفريق         | تأهل كـ                                       | تأهل في       | المشاركات السابقة في كأس آسيا لكرة قدم الصالات1                                               |
| -------------- | --------------------------------------------- | ------------- | --------------------------------------------------------------------------------------------- |
| الكويت         | المستضيف                                      | 2021 يناير 25 | 11 (2001، 2002، 2003، 2004، 2005، 2006، 2007، 2008، 2010، 2012، 2014)                         |
| لبنان          | الفائزون بالمجموعة أ المنطقة الغربية          | 2022 أبريل 6  | 11 (2003، 2004، 2005، 2006، 2007، 2008، 2010، 2012، 2014، 2016، 2018)                         |
| البحرين        | وصيف المجموعة ب المنطقة الغربية               | 2022 أبريل 6  | 2 (2002، 2018)                                                                                |
| العراق         | الفائزون بالمجموعة ب المنطقة الغربية          | 2022 أبريل 6  | 11 (2001، 2002، 2003، 2005، 2006، 2007، 2008، 2010، 2014، 2016، 2018)                         |
| السعودية       | وصيف المجموعة أ المنطقة الغربية               | 2022 أبريل 7  | 1 (2016)                                                                                      |
| إندونيسيا      | وصيف منطقة آسيان                              | 2022 أبريل 8  | 9 (2002، 2003، 2004، 2005، 2006، 2008، 2010، 2012، 2014)                                      |
| تايلاند        | الفائزون بمنطقة آسيان                         | 2022 أبريل 8  | 15 (1999، 2000، 2001، 2002، 2003، 2004، 2005، 2006، 2007، 2008، 2010، 2012، 2014، 2016، 2018) |
| عمان           | الفائزون في المباريات الفاصلة المنطقة الغربية | 2022 أبريل 9  | 0 (debut)                                                                                     |
| فيتنام         | المركز الثالث في منطقة آسيان                  | 2022 أبريل 10 | 5 (2005، 2010، 2014، 2016، 2018)                                                              |
| أوزبكستان      | الفائزون بالمجموعة ب المنطقة الوسطى والجنوبية | 2022 أبريل 11 | 15 (1999، 2000، 2001، 2002، 2003، 2004، 2005، 2006، 2008، 2010، 2012، 2014، 2016، 2018)       |
| إيران          | الفائزون بالمجموعة أ المنطقة الوسطى والجنوبية | 2022 أبريل 11 | 15 (1999، 2000، 2001، 2002، 2003، 2004، 2005، 2006، 2007، 2008، 2010، 2012، 2014، 2016، 2018) |
| طاجيكستان      | وصيف المجموعة ب المنطقة الوسطى والجنوبية      | 2022 أبريل 12 | 10 (2001، 2005، 2006، 2007، 2008، 2010، 2012، 2014، 2016، 2018)                               |
| تركمانستان     | وصيف المجموعة أ المنطقة الوسطى والجنوبية      | 2022 أبريل 12 | 6 (2005، 2006، 2007، 2008، 2010، 2012)                                                        |
| اليابان        | متصدر المنطقة الشرقية                         | 2022 مايو 19  | 15 (1999، 2000، 2001، 2002، 2003، 2004، 2005، 2006، 2007، 2008، 2010، 2012، 2014، 2016، 2018) |
| كوريا الجنوبية | وصيف المنطقة الشرقية                          | 2022 مايو 19  | 13 (1999، 2000، 2001، 2002، 2003، 2004، 2005، 2007، 2008، 2010، 2012، 2014، 2018)             |
| تايبيه الصينية | المركز الثالث في المنطقة الشرقية              | 2022 مايو 20  | 12 (2001، 2002، 2003، 2004، 2005، 2006، 2008، 2010، 2012، 2014، 2016، 2018)                   |

1 يشير الخط العريض إلى أبطال ذلك العام. يشير الخط المائل إلى المضيفين لذلك العام.

## قائمة الهدافين
عدد الأهداف المُسجلة  377 هدفًا  في 52 مباراة، بمتوسط 7.25 هدفًا في المباراة الواحدة.
11 هدفا
- محمد عثمان موسى[الإنجليزية]

9 أهداف
- أرديانسياه

8 أهداف
- هوليباول سوميليينا

6 أهداف
- سيوقي سعود
- سعيد أحمد عباسي
- كريتسدا وونغكايو

5 أهداف
- حسين طيبي
- فينيسيوس كريبالدي
- شونتا أوتشيدا
- مصطفى رحيم
- هلاينغ مين تون
- فايزالي سردوروف
- نغوين ثينه فات

4 أهداف
- عبد الغفار صديقي
- أرديانسياه نور
- سورا كانازاوا
- آرثر أوليفيرا
- أتسويا أوييمورا
- معتصم الشامسي
- عدنان سلوم
- إدريس يوروف
- بيرابات كايويلاي
- إختيور روبييف

3 أهداف
- أوركشان سيريفونغ
- تشي شنغ-فا
- لين تشي-هونغ
- ليو جو-مينغ
- حمزه كدخدا
- عليرضا رفيعي بور
- مسعود شاوردازي
- جينسوكي موري
- تاكيهيرو موتويشي
- أبو حنيفة
- فرحان خيرول
- ميو ثيت أونغ
- ثاين فويت أونغ
- فهد الرديني
- كريت أرانسانيالاك
- روناشاي جونغوونغسوك
- بانات كيتتيبانوونغ
- دايانش غاراجاييف
- دافرون تشوريف
- خسن الدين نيشونوف
- نغوين فان هيو

هدفان
- علي أميري
- محمد رضا كريمي
- شروين أدلي
- دانيال فورنيتو
- سكوت روغن
- تشانموني تونغ
- تشاو كا لوك
- تشاو كا وا
- ديوى ريزكي
- فيرمان أرديانسياه
- سالار آقا بور
- محمد درخشاني
- كوكورو هرادا
- أنطونيو هيراتا
- مينامي كاتو
- توموكي يوشكاوا
- أزمات دولوتكيلدييف
- حسن زيتون
- إكمال شاهرين
- خيرول إيفندي
- جوشوا لي
- سيفول نظام
- صوفي شميل
- ميو مينت سو
- نيين مين سو
- زامل البلوشي
- رشيد شواهنة
- منصور الزهراني
- هوانغ أون
- شين جونغ-هون
- شافقات حليموف
- أوميد كوزييف
- ساماندر ريزوموف
- أبياوات تشايمشاروين
- ساراووت فالايفروك
- ميغيل فرنانديز
- خواكيم ميشكي تا
- علاميرات غوربانوف
- غوربانغيلدي سايهيدوف
- دلشاد رحمتوف
- أكبر عثمانوف
- نغوين مينه تري
- تران ثاي هوي

هدف
- سيد هاشمي
- حميد رضا حسيني
- فرزاد محمودي
- مرتضى محمدي
- جوردان غيريرو
- أنطوني حداد
- نيكولاس راتغن
- أحمد عبدالنبي
- سلمان مولى
- زايرول هازمين
- ديامانت بروم
- روس سيشامروين
- روس سيروثا
- سوتيداروت لون
- تشين تشينغ-شوان
- تشو تشيا-وي
- هي تشيا-تشن
- هوانغ وي-لون
- لي هو وو
- إقبال رحمت الله
- ريو بانغستو
- ساني ريزكي
- غونتور سوليستيو
- مارفين ووسيري
- مسعود عباسي
- مرتضى عزتي
- مهدي كريمي
- سليم فيصل
- رافد حميد
- علي حقي
- غييرمي كوروموتو
- ماساتاكا تاكامي
- يوتا تسوتسومي
- عيداربك عبديجليل أولو
- ماكسات أليموف
- عبد الرحيم دانيار أولو
- أزمات إيسابيكوف
- شوخرخ محمد أمينوف
- ميرلان جلودباييف
- قاسم كوسان
- محمد كبيسي
- عادل شهرين
- رضوان بكري
- حسين شريف
- أمرسايخان تيمولين
- أنخبايار تومورباتار
- هاين مين سو
- خين زاوي لين
- واي زين أو
- عادل حامد
- ماني لاما
- سميت شريستا
- سامر البلوشي
- محمد تقي اللواتي
- خلفان المعولي
- عماد فحجان
- أحمد محمد
- ناصر الحارثي
- فارس المالح
- أرون مبارك
- عبد الرحمن الملا
- عبد الإله العتيبي
- آن كوانغ-سو
- أوم تاي-يون
- كانغ جوك-وانغ
- كيم مين-كوك
- كيم يون-يونغ
- لي آن
- سيو جونغ-وو
- دلشاد صالوموف
- محمد جان شريپوف
- سوباكورن بوفونراتشاداكول
- أتسداووت جانغكوت
- تانابول مانيبِتش
- سيزاريو بارّيتو
- فينسيسلاو غوتيريس
- بينديتو خيمينيس
- مولكمان آنا غولييف
- ميريتغلدی بايراموف
- قدير بيرينوف
- عبد الله الفلاسي
- خالد الحمادي
- راشد عبيد
- عباس المورودوف
- تشاو دوان فات
- لي كوك نام
- نيهان جيا هونغ

هدف ذاتي
- ديلان نيسكي (ضد ميانمار)
- أحمد سويدان (ضد تيمور الشرقية)
- عبد الخالق (ضد تايلاند)
- أيمن حاجي (ضد تايلاند)
- جوما متالي (ضد ماليزيا)
- ديامانت بروم (ضد إندونيسيا)
- دوك سوفاث (ضد بروناي)
- لاك فيرون (ضد تايلاند)
- روس سيشامروين (ضد ماليزيا)
- سامين نصير (ضد قيرغيزستان)
- إردينه-أوندراخ باتتوغتوخ (ضد اليابان)
- أنخبايار تومورباتار (ضد اليابان)
- محمد تقي اللواتي (ضد لبنان)
- ناصر الحارثي (ضد لبنان)
- إدريس يوروف (ضد أفغانستان)
- شيري بايرامدوردييف (ضد إيران)

هدفين ذاتيين
- خليل صعب (ضد إندونيسيا، كمبوديا)
- لي جين-هيوك (ضد اليابان، هونغ كونغ)